# NGC 3373
NGC 3373 (другие обозначения — NGC 3389, UGC 5914, MCG 2-28-13, ZWG 66.22, PGC 32306) — спиральная галактика (Sc) в созвездии Льва. Открыта Уильямом Гершелем в 1784 году.
В галактике зафиксированы как минимум две вспышки сверхновых: SN 1967C, пиковая видимая звездная величина которой составила 13,0m, и SN 2009md типа II, видимая величина которой составила 16,5m. Сверхновая SN 2009md была изучена детально: выяснилось, что она относится к типу IIP и является сверхновой с пониженной светимостью. Звезда-предшественник этого объекта была красным сверхгигантом с массой 8,5 M⊙, с абсолютной звёздной величиной −4,63m, а при вспышке сверхновой было выброшено 5,4⋅10−3M⊙ радиоактивного никеля-56.
Галактика NGC 3389 входит в состав группы галактик NGC 3338. Помимо NGC 3389 в группу также входят NGC 3338, NGC 3346, MK 1263, UGC 5832 и PGC 31933.

## История изучения
Этот объект занесён в Новый общий каталог дважды, с обозначениями NGC 3373 и NGC 3389. Независимо от Уильяма Гершеля, чьё открытие вошло в каталог как NGC 3373, галактику впоследствии открыл Джон Гершель в 1830 году, его открытие стало известно как NGC 3389.
В 1974 году было проведено фотометрическое исследование нескольких галактик, в том числе и NGC 3389.